# Mark McCall
Mark Conn McCall (Bangor, 29 novembre 1967) è un allenatore ed ex giocatore di rugby a 15 internazionale per l'Irlanda; quasi tutta la sua attività da giocatore di club si è tenuta per l'Ulster, sua provincia d'origine.
Vanta 13 presenze in nazionale negli anni novanta e, una volta intrapresa la carriera tecnica, tre titoli di campione d'Europa e sei di campione d'Inghilterra con il Saracens di cui, al 2025, è allenatore per la quattordicesima stagione consecutiva, nonché il tecnico a cui il club deve tutto il proprio palmarès professionistico.

## Biografia
Nordirlandese di Bangor, Mark McCall è figlio di Conn, internazionale irlandese di cricket e rugbista per il club cittadino; lo stesso Mark praticò entrambe le discipline durante il periodo scolastico.

### Attività da giocatore
Giocatore di club per la nativa Bangor e, a seguire, Dungannon, a metà anni ottanta McCall debuttò nella selezione provinciale dell'Ulster, con la quale si impose in diversi campionati interprovinciali irlandesi a seguire, nel periodo più fortunato della squadra; nel 1992 esordì in nazionale a Dunedin durante il tour irlandese in Nuova Zelanda con una sconfitta 21-24 contro gli All Blacks; fino al 1998 furono 13 le presenze internazionali per l'Irlanda.
Nel 1997 divenne professionista e firmò un contratto in Inghilterra con il London Irish.
Dopo una sola stagione a Londra, nel 1998 McCall fu ingaggiato di nuovo da Ulster nel quadro dell'iniziativa intrapresa dalla federazione irlandese di richiamare in patria i propri migliori professionisti impiegati all'estero; originariamente capitano della squadra, non poté mai tuttavia scendere in campo per via di un infortunio al collo e, a fine stagione, annunciò il ritiro a 32 anni.

### Attività da allenatore
Subito dopo il ritiro McCall fu allenatore per una stagione al Ballynahinch prima che il sudafricano Alan Solomons lo cooptasse nello staff tecnico dell'Ulster promuovendolo a suo assistente; dopo tre anni a Ravenhill ricoprì l'incarico federale di C.T. dell'Irlanda U-21 e nel 2004, dopo l'annuncio della partenza di Solomons che assumeva la conduzione di Northampton, McCall fu designato allenatore-capo dell'Ulster.
Nei suoi tre anni alla guida della franchise nordirlandese, McCall la condusse alla vittoria finale in Celtic League 2005-06, ma poco più di un anno dopo si dimise perché le attese derivanti dalla conquista del titolo non si concretizzarono a causa di risultati non soddisfacenti.
Poco dopo fu in Francia come allenatore della tre quarti del Castres dopo le dimissioni di Ugo Mola da tale incarico.
Al termine della seconda stagione a Castres McCall si trasferì in Inghilterra per entrare a fare parte dello staff tecnico del Saracens come assistente di Brendan Venter.
Durante la stagione 2010-11 rilevò il ruolo dal citato Venter divenendo allenatore capo del club e vincendo la Premiership, la prima per il Saracens, battendo di misura Leicester in finale.
I buoni risultati al club valsero il rinnovo a McCall che, nel 2015, assicurò al Saracens il suo secondo titolo di campione d'Inghilterra e, a seguire, due titoli consecutivi di campione d'Europa nel 2016 (con annesso double campionato/Coppa) e 2017.
L'anno successivo, nonostante la penalizzazione di 105 punti inflitta al Saracens per numerose violazioni del salary cap dei giocatori, con conseguente retrocessione in RFU Championship, McCall ribadì la volontà di continuare a collaborare con il club benché conscio del ridimensionamento della squadra e della perdita di numerosi giocatori di rilievo.
Con una squadra ringiovanita McCall vinse il Championship nella stagione successiva per rientrare in Premiership nel 2021-22 e giungere fino alla finale, poi persa contro Leicester.
Nel 2023 riportò il club alla vittoria dopo quattro anni, battendo Sale Sharks in finale di campionato e dandogli il suo sesto titolo di campione inglese; aggiungendo ad esso anche la vittoria della Coppa Anglo-Gallese nel 2015, l'intero palmarès dell'era professionistica del Saracens è giunto sotto la conduzione di Mark McCall, che a luglio 2025 ha firmato un ulteriore prolungamento di contratto, benché non siano stati resi noti i termini sia economici che temporali dello stesso.

## Palmarès

### Giocatore
- Campionati interprovinciali irlandesi: 8
Ulster: 1986-87, 1987-88, 1988-89, 1989-90, 1990-91, 1991-92, 1992-93, 1993-94

### Allenatore
- Premiership: 6
Saracens: 2010–11, 2014–15, 2015–16, 2017–18, 2018–19, 2022–23
- Champions Cup: 3
Saracens: 2015–16, 2016–17, 2018–19
- Celtic League: 1
Ulster: 2005-06
- Coppe Anglo-Gallesi: 1
Saracens: 2014-15